# Atomic Skis
Atomic (oficialmente Atomic Austria GmbH ) es una empresa austriaca que fabrica y vende esquís y otros equipos para la práctica del esquí, como botas, fijaciones, cascos, bastones de esquí, gafas, bolsos, ropa y equipo de protección.
Atomic es una subsidiaria de Amer Sports Corporation, desde 2019 una subsidiaria del grupo chino Anta Sports con marcas hermanas Wilson, Suunto, Sports Tracker, Salomon, Precor, Arc'teryx .

## Historia
Alois Rohrmoser fundó Atomic en 1955. En 1971, la empresa aumentó su capacidad de producción con la construcción de una segunda fábrica en Altenmarkt im Pongau, donde todavía se lleva a cabo la mayor parte de su producción de material para esquí. En 1981, Atomic inició la producción en la ciudad búlgara de Chepelare, convirtiéndose en la primera empresa del bloque occidental en abrir una planta en los países del bloque oriental. Atomic siguió ampliando su gama y, en 1989, se convirtió en el primer proveedor integral de esquís, fijaciones, botas y bastones. La producción de esquí alcanzó un máximo de 831.000 pares en 1991 y 1992.
Sin embargo, Atomic enfrentó dificultades financieras debido al alto rechazo de productos durante la transición a la tecnología "Schalenski" (cap ski) y a las fallas en el floreciente mercado del snowboard. En 1994, la BAWAG solicitó la declaración de quiebra de Atomic.
En noviembre de 1994, Amer Sports Group (que también incluye a Arc´teryx, Peak Performance, Armada, Enve, DeMarini, Wilson, Suunto, Precor, Volant y Salomon ) adquirió Atomic por 918,7 millones de chelines (66,8 millones de euros), y en marzo de 2006 se levantaron los procedimientos de insolvencia.
Hoy Atomic fabrica alrededor de 600.000 pares de esquís al año.

## Tecnología

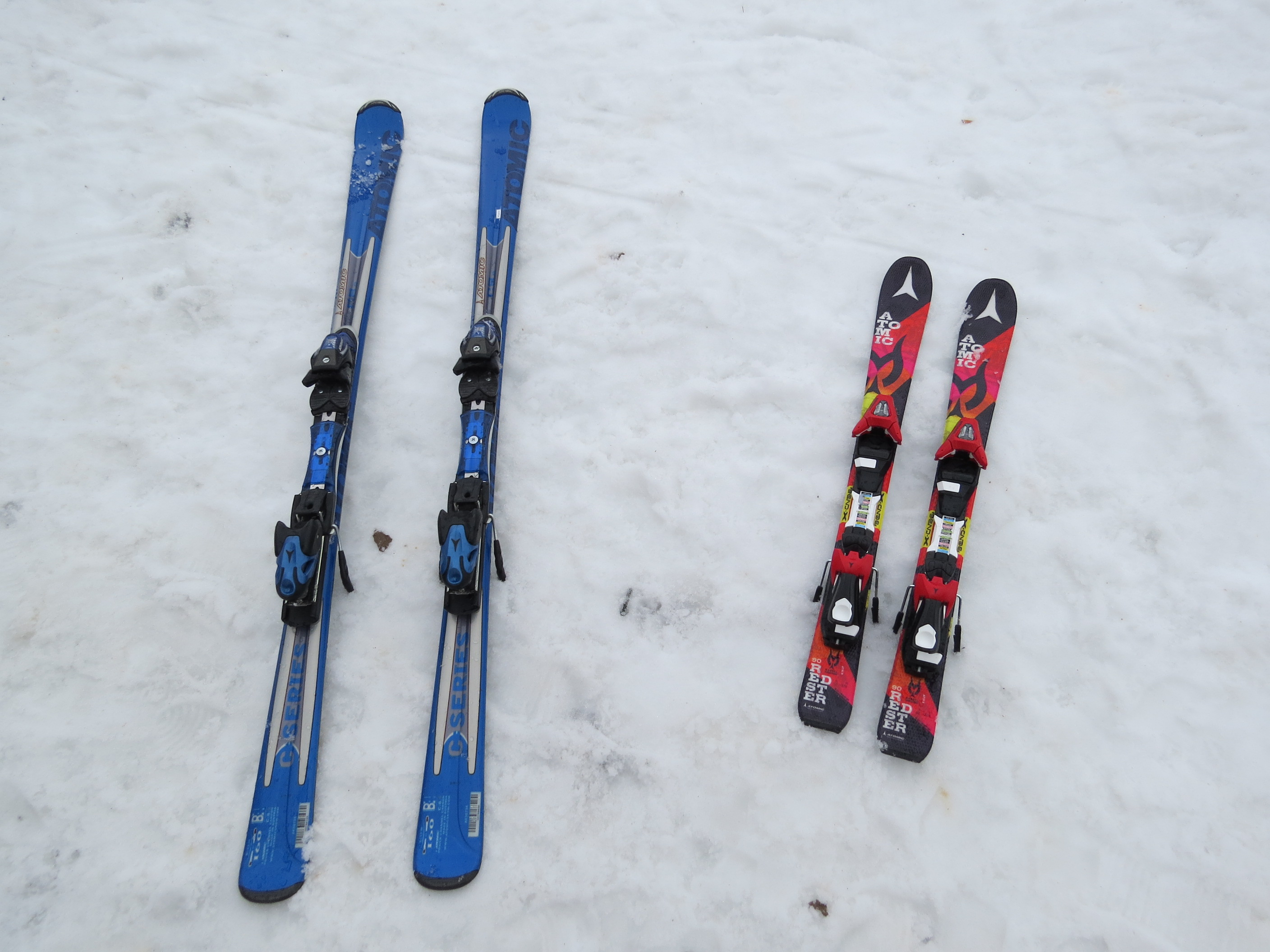
Esquís alpinos Atomic

En 2008, Atomic lanzó al mercado Doubledeck, la primera tecnología que adapta automáticamente el radio y la flexión al estilo del esquiador y las condiciones de esquí. Atomic desarrolló LiveFit (2009), una bota de esquí que se adapta automáticamente a la forma del pie. Desde 2009, los esquís de Atomic también están disponibles con varias tecnologías Rocker . Atomic ha desarrollado recientemente Memory Fit, una tecnología de ajuste térmico que adapta la bota al pie del usuario, que se encuentra en dos de las botas más vendidas del mercado.
Atomic también está comprometida con el desarrollo de métodos de producción más respetuosos con el medio ambiente : la fábrica de Altenmarkt utiliza un sistema de calentamiento de pellets de madera durante el proceso de fabricación. La línea "Renu" comprende esquís y botas fabricados en gran parte con materiales reciclables y renovables.

## Patrocinio
Atomic actualmente patrocina a atletas masculinos y femeninos en esquí alpino, esquí de estilo libre, esquí de travesía, combinado nórdico, esquí de fondo y biatlón . 